# Constant de Meissel-Mertens

Quan n tendeix a infinit la suma dels recíprocs dels primers més petits que n i la funció log(log(n)) estan separats per una constant. Aquesta constant es coneix com a constant de Meissel–Mertens (etiquetada com a M al gràfic).

La constant de Meissel–Mertens, també coneguda com a constant de Mertens, constant de Kronecker (per Leopold Kronecker), constant de Hadamard-de la Vallée Poussin (per Jacques Hadamard i Charles Jean de la Vallée-Poussin) i constant dels recíprocs dels primers, és una constant matemàtica usada en el camp de la teoria de nombres que pren el nom dels matemàtics Ernst Meissel i Franz Mertens. Està definida com la diferència entre el límit de la sèrie dels inversos dels nombres primers i el límit quan n tendeix a infinit del logaritme del logaritme de n.
{\displaystyle M:=\lim _{n\rightarrow \infty }\left(\sum _{p\leq n}{\frac {1}{p}}-\ln(\ln(n))\right)}
Això resulta en un valor aproximat {\displaystyle M\simeq 0,2614972128476427837554268386086958590516\ldots } (successió A077761 a l'OEIS)

## Sobre l'existència del límit

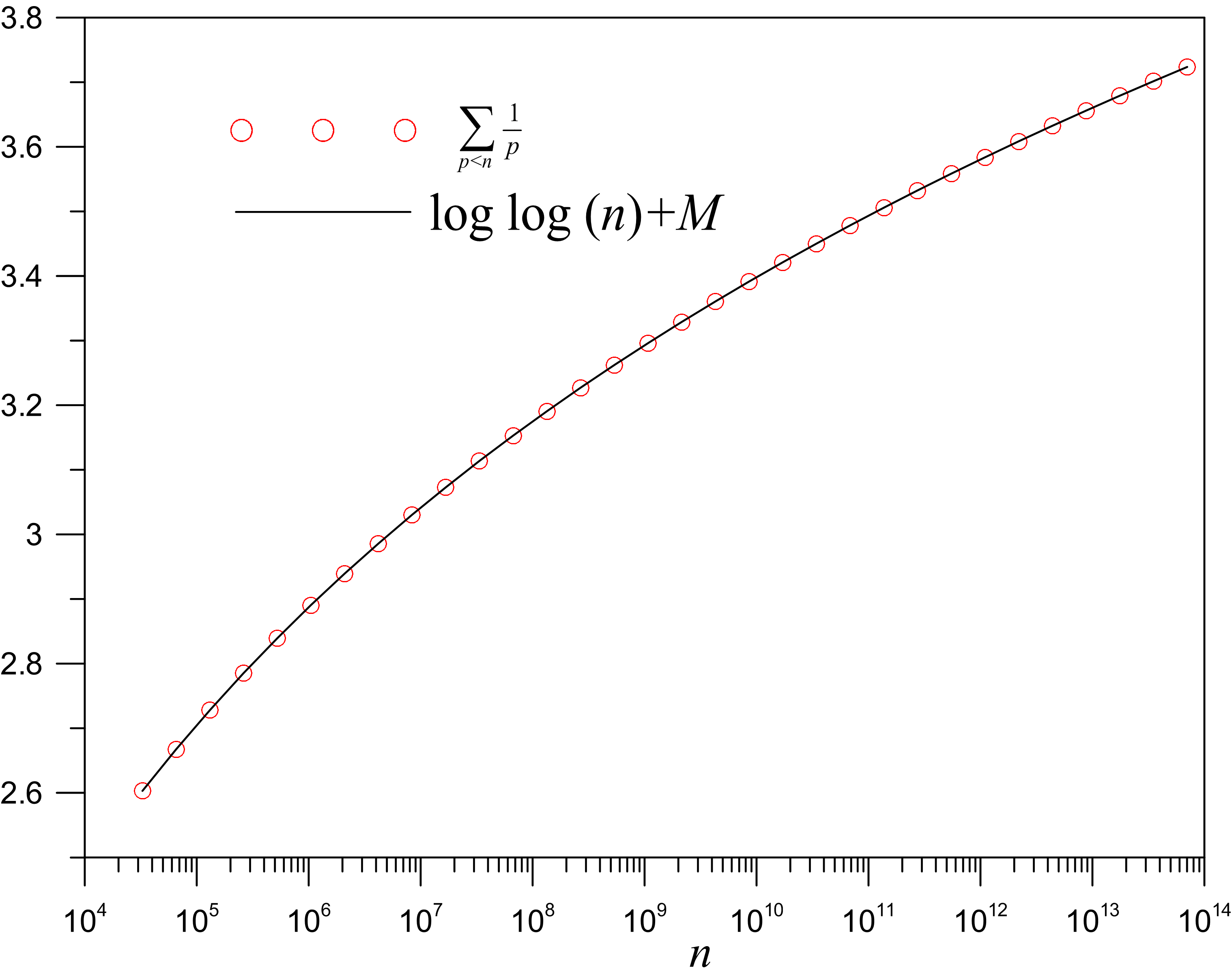
La gràfica de la sèrie dels inversos dels nombres primers fins a i la seva aproximació de Merten. Si el gràfic no estigués en escala logarítmica, l'eix d'abscisses en comptes de 8 cm faria km de llargada, és a dir que seria tan llarg com el sistema solar. Malgrat això, el valor que assoleix la suma (eix d'ordenades) encara és menor que 4.

L'existència del límit pot veure's tant com a resultat immediat a partir del segon teorema de Mertens que demostra que
{\displaystyle \left\vert \sum _{p\leq n}{\frac {1}{p}}-\ln \ln n-M\right\vert <{\frac {4}{\ln(n+1)}}+{\frac {2}{n\ln n}}\qquad \forall n>2}
com a partir dels diversos resultats sobre la sèrie dels inversos dels nombres primers.

## Relació amb la constant d'Euler-Mascheroni
Sigui {\displaystyle \gamma } la constant d'Euler–Mascheroni (que està definida de manera anàloga considerant la sèrie harmònica en comptes de la sèrie dels inversos dels nombres primers), tenim
{\displaystyle M=\gamma +\sum _{p}\left[\ln \!\left(1-{\frac {1}{p}}\right)+{\frac {1}{p}}\right]}
El fet que apareguin dos logaritmes un dins l'altre al límit per la constant de Meissel–Mertens pot entendre's a conseqüència de la combinació del teorema dels nombres primers i del límit de la constant d'Euler–Mascheroni.

## En la cultura popular
Google va fer servir la constant de Meisel-Mertens quan va fer una oferta a la subhasta de patents de Nortel. Google va fer tres ofertes sobre la base de constants matemàtiques: 1.902.160.540 $ (constant de Brun), 2.614.972.128 $ (constant de Meissel–Mertens) i 3.141,59 milions (π).